# 康新民
康新民（1576年—？），字朝徹，號庄衢，四川重庆府合州民籍江西安福县人，明朝政治人物。

## 生平
萬曆三十四年（1606年）四川鄉試第三十名舉人，三十五年（1607年）丁未科進士，刑部觀政，三十七年正月授河南西華知縣，三十八年調固始知縣，四十二年升禮部主事，四十七年升祠祭員外，天啟元年升主客司郎中，同年六月升浙江寧紹道参政，二年升浙江按察使，三年十二月升浙江右布政，五年十月升浙江左布政，七年二月升光祿寺卿管少卿事、大理寺卿，崇禎二年十二月升户部右侍郎，三年九月升左侍郎，五年九月升南京刑部尚書。

## 家族
曾祖康應森。祖父康斐。父康用贤，大理寺左评事。前母费氏，継母王氏，生母龔氏。永感下。兄康元和（教谕）、康元積（太常寺博士）、元程（监生）、保民、字民。弟康元穗（贡士）、敬民。